# Chvalský lom
Chvalský lom je bývalý pískovcový lom a přírodní památka v Horních Počernicích na východě Prahy. Důvodem pro vyhlášení této přírodní památky byl vzácný výskyt břehule říční, dále byla snaha ochránit opěrný geologický profil v perucko-korycanském souvrství odkrytý ve zdejším opuštěném lomu u silnice. Je zde dobře patrný přechod mezi geologickými obdobími křídy a cenomanu. Správu vykonává Magistrát hlavního města Prahy.

## Historie

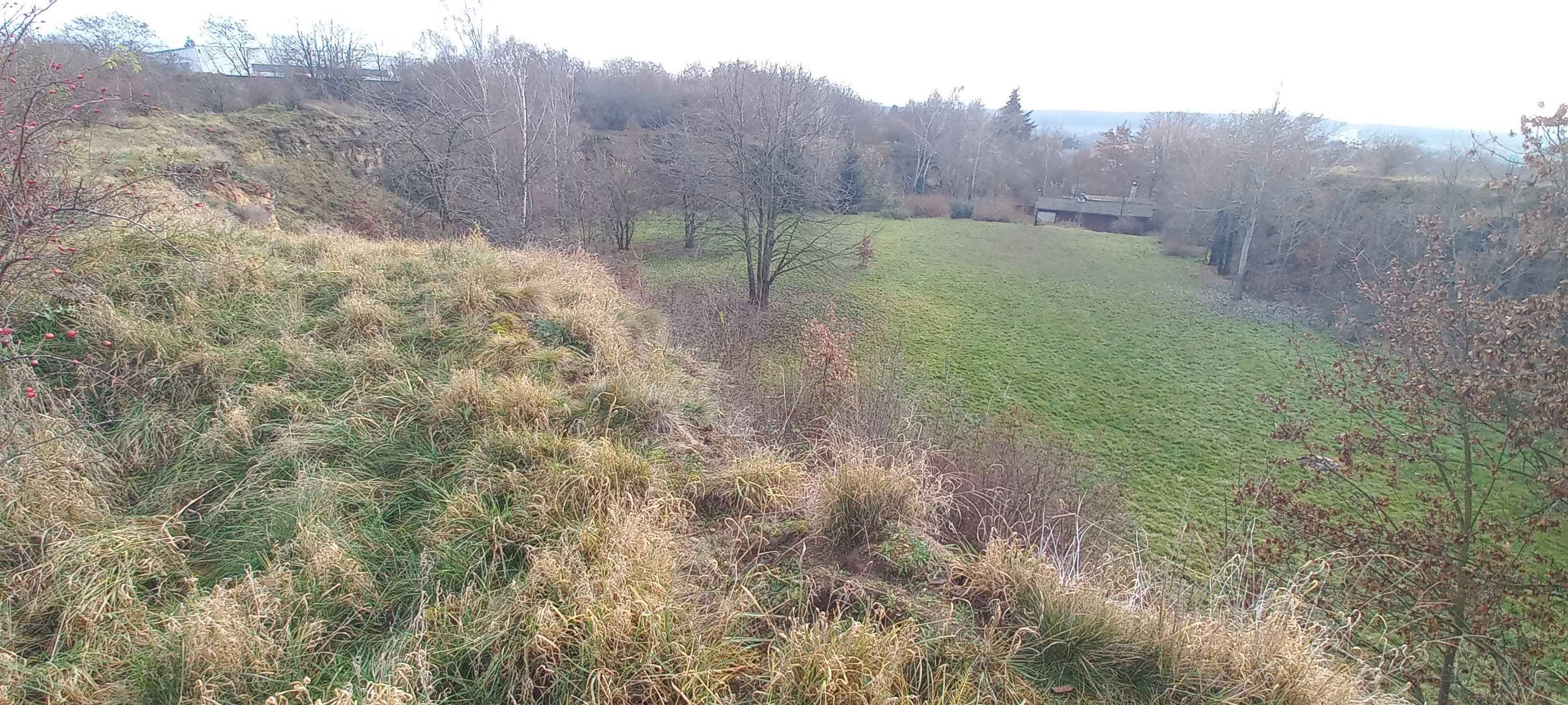
Areál lomu

Pískovec z Chvalského lomu sloužil jako materiál pro výstavbu komunikací a místních staveb pravděpodobně již od středověku.
Těžba zde byla ukončena na počátku druhé poloviny 20. století dostavbou dvoukolejné železniční trati, jejíž provoz by pokračující těžba narušovala.
Lom využívá jako školní pozemek Základní škola Stoliňská, která jej pronajímá 27. středisku OHEŇ organizace Junák – český skaut. Skauti se zde schází přes dvacet let a mají zde dvě klubovny.
Jedním z nedávných konfliktů týkající se Chvalského lomu byla stavba haly společnosti Amazon v roce 2016. Podle zastupitelstva Horních Počernic měla stavba haly přírodní památku negativně ovlivnit. Investor haly ale namítal, že lom je oddělen od lokality plánované haly železniční tratí. Jeden z bodů námitky byla i již postavená rušná dálniční křižovatka, která se nachází v těsné blízkosti lomu. Amazon se nakonec plánů na stavbu v této lokalitě vzdal.

## Geologie

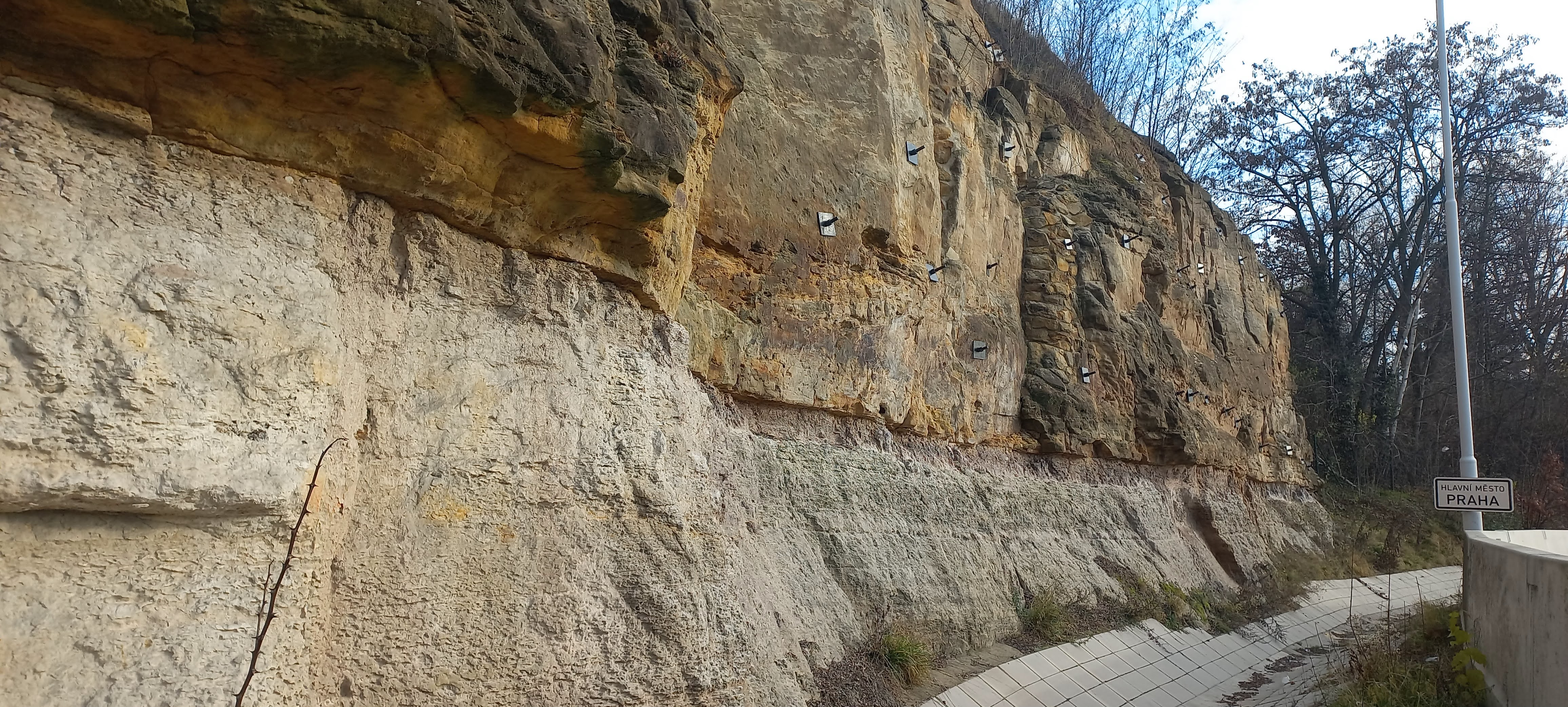
Skrytá diskordance ze sjezdu ze sousední dálnice

Areál Chvalského lomu je součástí geomorfologického celku Pražská plošina zformovaného během terciéru. Chráněný geologický profil lomu však vznikl již ke konci mezozoika, konkrétně ve svrchní křídě.

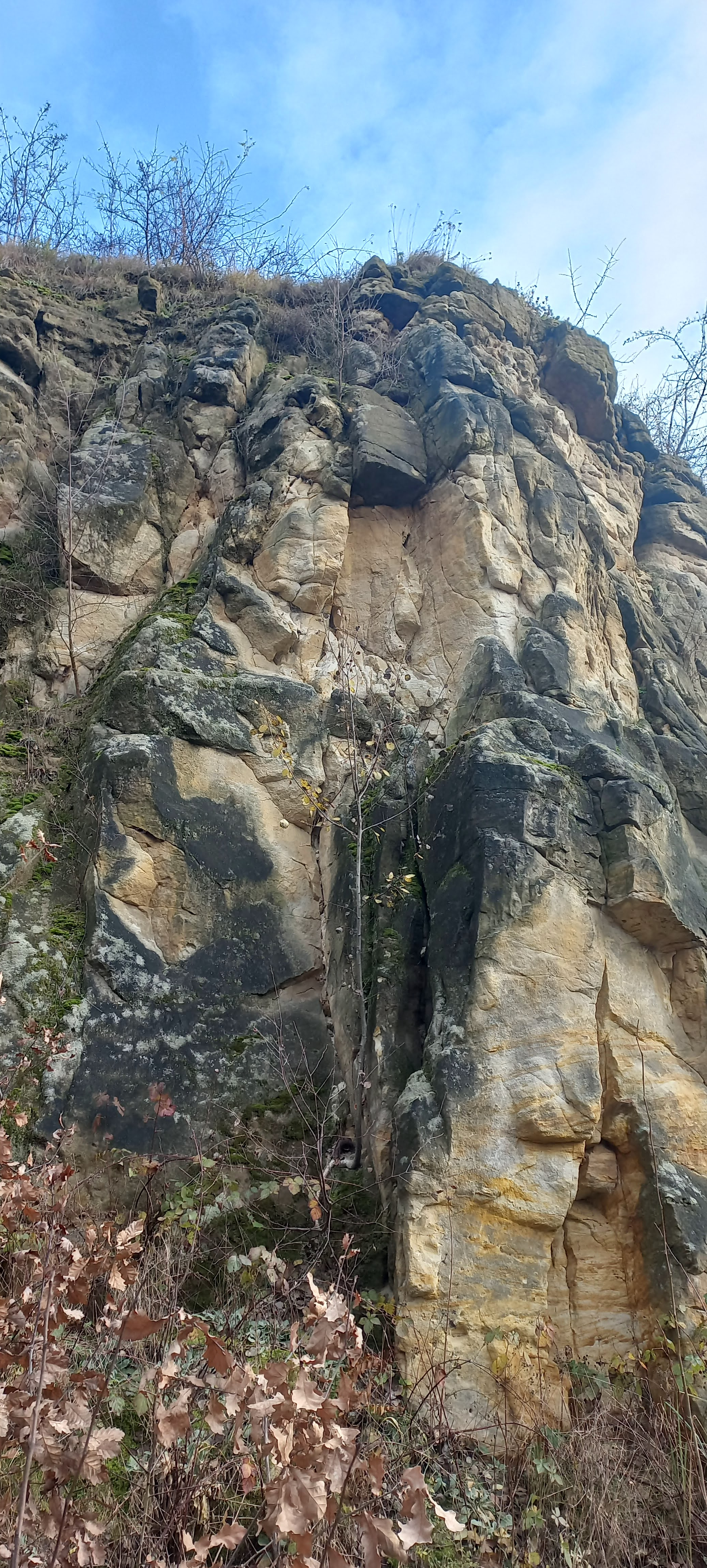

Vrstvy perucko-korycanského souvrství se liší typem sedimentu. Zatímco v peruckých vrstvách nalezneme kontinentální sedimenty uložené sladkovodními toky, na vrstvách korycanských lze pozorovat vliv mořské transgrese. Jedna z typických hornin druhé z vrstev je právě pískovec, který byl zde v lomu předmětem těžby.
Další geologický jev, který lze v areálu Chvalského lomu pozorovat je skrytá diskordance – mladší pískovcová vrstva plynule navazuje na starší jílovou.

## Flóra
Rostlinný pokryv je silně ovlivněn člověkem, konkrétně historickou těžbou a současným využitím areálu skautským oddílem i školní družinou. Z významnějších druhů rostlin se zde vyskytuje mateřídouška panonská (Thymus pannonicus), kozalec ladní (Artemisia campestris), lilek černý (Solanum nigrum), měrnice černá (Ballota nigra), jestřábník savojský (Hieracium sabaudum), podběl lékařský (Tussilago farfara), hvozdík kartouzek (Dianthus carthusianorum), lomikámen nicí (Saxifraga cernua), divizna velkokvětá (Verbascum densiflorum), rozrazil lékařský (Veronica officinalis), jílek vytrvalý (Lolium perenne), jitrocel větší (Plantago major), pampeliška (Taraxacum), jetel luční (Trifolium pratense) a řebříček obecný (Achillea millefolium).
Ze stromů dále bříza bělokorá (Betula pendula), topol osika (Populus tremula), trnovník akát ( Robinia pseudoacacia), javor klen (Acer pseudoplatanus) i mléč (Acer platanoides), třešeň ptačí (Prunus avium), jírovec maďal (Aesculus hippocastanum), vrba jíva (Salix caprea), plané jabloně (Malus sylvestris), jeřáby (Sorbus) a habry (Carpinus). Z keřů se zde vyskytuje zlatice prostřední (Forsythia × intermedia), ptačí zob (Ligustrum), hloh obecný (Crataegus laevigata), bez černý (Sambucus nigra), růže šípková (Rosa canina), šeřík obecný (Syringa vulgaris) a pámelník (Symphoricarpos).

## Fauna
Mimo zachování geologického profilu byl dalším důvodem pro vyhlášení chráněného území výskyt chráněné břehule říční (Riparia riparia), která obývá vysoké hlinité břehy nebo pískovny. Mezi další zástupce ptáků v této oblasti patří sýkora modřinka (Cyanistes caeruleus) i koňadry (Parus major) a kosi černí (Turdus merula). Výjimečně lze pozorovat i bažanta obecného (Phasianus colchicus).
Mezi zástupce savců patří například hraboš polní (Microtus arvalis), jezevec (Meles meles), rejsek obecný (Sorex araneus) nebo zajíc polní (Lepus araneus). Hmyzímí zástupci jsou cvrček domácí (Acheta domestica), škvor obecný (Forficula auricularia), bělásek řepový (Pieris rapae) i řepkový (Pieris napi), okáč luční (Maniola jurtina) nebo také žluťásek řešetlákový (Gonepteryx rhamni). Jako zástupce plazů se zde nachází ještěrka obecná (Lacerta agilis).

## Ochrana území
Největším ohrožením pro pískovcové struktury lomu je zarůstání dřevinami, hlavně akáty, které se zde hlavní město Praha snaží řešit pravidelným kácením. V devadesátých letech 20. století byly z území odstraněny černé skládky. Problém se znečištěním je ale dlouhodobý, dominuje převážně plastový odpad. Ve vnější části lomu přebývají bezdomovci.